# 3,4-Dihidroksistiren
3,4-Dihidroksistiren (DHS) je centralno delujući inhibitor enzima fenilalaninska hidroksilaza (PH). DHS i drugi PH inhibitori verovatno neće ući u kliničku upotrebu zbog njihove sposobnosti da indukuju hiperfenilalaninemiju i fenilketonuriju.